# Proasellus bellesi
Proasellus bellesi is een pissebed uit de familie Asellidae. De wetenschappelijke naam van de soort is voor het eerst geldig gepubliceerd in 1982 door Henry & Magniez.